# Jeannie Berlin
Jeannie Berlin (ur. 1 listopada 1949 w Los Angeles) – amerykańska aktorka. Była nominowana do Oscara w 1973 roku, za rolę drugoplanową w filmie Kid złamane serce. Córka Elaine May.

## Filmy
- 1970: Surogatka (The Baby Maker) jako Charlotte
- 1970: Move jako Myrna
- 1970: W pogodny dzień zobaczysz przeszłość[1] jako sierota
- 1970: Truskawkowe oświadczenie[2] jako dziewczyna z clipboardem
- 1970: Zbuntowany Harry (Getting Straight) jako Judy Kramer
- 1972: Kid złamane serce (The Heartbreak Kid) jako Lila Kolodny
- 1972: Bone jako dziewczyna
- 1972: Kompleks Portnoya (Portnoy’s Complaint) jako Bubbles Girardi
- 1973: Why jako ćpun
- 1975: Sheila Levine Is Dead and Living in New York Sheila Levine
- 1990: Babskie sprawy (In the Spirit) jako Crystal
- 2011: Margaret jako Emily
- 2013: VJ i ja (Vijay and I) jako pani Korokowski
- 2014: Wada ukryta (Inherent Vice) jako ciocia Reet
- 2016: Śmietanka towarzyska (Café Society) jako Rose Dorfman
- 2020: Bratnie dusze (Faraway Eyes) jako Goldie
- 2022: Fabelmanowie (The Fabelmans) jako Haddash Fabelman

## Seriale
- 1976: Columbo jako Janie Brandt
- 2003: Mów mi swatka (Miss Match) jako Risa Barbeko
- 2016: Długa noc (The Night Of) jako Helen Weiss
- 2018: The First. Misja na Marsa (The First) jako prezydent Cecily Burke
- 2019-2021: Sukcesja (Succession) jako Cyd Peach
- 2019: SMILF jako Lillian Wheaton
- 2020: Hunters jako Ruth Heidelbaum

## Nagrody i nominacje
Nagrody
- 1972: NYFCC - Najlepsza aktorka drugoplanowa (Kid złamane serce)
- 1973: NSFC - Najlepsza aktorka drugoplanowa (Kid złamane serce)

Nominacje
- 1973: Nagroda Akademii Filmowej - Najlepsza aktorka drugoplanowa (Kid złamane serce)
- 1973: Złoty Glob – Najlepsza aktorka drugoplanowa (Kid złamane serce)